# Vladimir Sjmidtgof
Vladimir Sjmidtgof (russisk: Владимир Георгиевич Шмидтгоф) (født 1900 i det Russiske Kejserrige, død 1. januar 1944 i Jekaterinburg i Sovjetunionen) var en sovjetisk filminstruktør og manuskriptforfatter.

## Filmografi
- En Dreng med stort Orkester (Концерт Бетховена, 1936)[1][2]